# Темна Вежа III: Загублена земля
«Темна Вежа ІІІ: Загублена земля» (анг. The Waste Lands) — третій том циклу «Темна Вежа» американського письменника Стівена Кінга. Джерелом натхнення і до певної міри взірцем цієї історії стала епічна поема Роберта Браунінга «Чайльд Роланд до Вежі Темної прийшов».

## Анотація до книги
Темна Вежа, знадлива і недосяжна,  — мета, до якої вперто прямують надзвичайно сильна, мужня і винахідлива людина стрілець Роланд та його друзі. Їм доводиться долати , здавалося б, непереборні перешкоди, щоб своєчасно «відчинити двері» з одного світу в інший. До реальних небезпек додаються напівуявні жахливі зустрічі з тими, хто перешкоджає досягти бажаного,  — усемогутніми почварами-роботами,  — зустрічі, від яких аж мороз реально йде поза шкірою. Завдяки письменницькій майстерності, кінематографічності викладу ви втрапите у вир захопливих, фантастичних подій, будете переживати за героїв, співчувати їм та щиро бажати щасливого завершення цієї відчайдушної мандрівки світами.

## Короткий зміст
Вбивши велетенського ведмедя, якого звали чи то Мір (таке ймення йому дав стародавній народ, що трепетав перед ним від страху), чи то Шардик (так його нарекли Великі Древні, які його створили, — бо ж ведмідь виявився кіборгом), Роланд, Едді й Сюзанна йдуть ведмежою стежиною й відкривають Шлях Променя. Цих променів існує шість — вони сполучають між собою дванадцять порталів, які позначають межі Серединного світу. Стрілець вірить, що в тому місці, де промені перетинаються, — в центрі Роландового світу або ж навіть усіх світів разому узятих, — він і його друзі нарешті знайдуть Темну Вежу.
На той час Едді з Сюзанною вже перестали бути бранцями у світі Роланда. Закохані, вони невдовзі самі стануть стрільцями, тож тепер з головою поринають у пригоди й з доброї волі простують за Роландом Шляхом Променя.
У велимовному кружалі неподалік Порталу Ведмедя час відновлює звичний плин, герої знаходять розв'язання для парадоксу і видобувають на світ необхідного їм третього. "Джейк, Едді, Сюзанна й Роланд здійснюють небезпечний обряд, упродовж якого поводяться гідно й пам'ятають лиця своїх батьків, а в кінці обряду Джейк знову потрапляє до Серединного світу. Невдовзі Джейк потоваришує з пухнастиком-шалапутом, і їх стане п'ятеро. Шалапути, які ззовні скидаються на суміж борсука, єнота й собаки, вміють трохи розмовляти. Джейк називає нового друга Юком.
Шлях приводить мандрівників до Лада, занедбаного міста, де ведуть свою стародавню війну вцілілі дегенерати з двох ворожих кланів — Юнів і Сивих. Перш ніж потрапити до великого міста, вони приходять до містечка під назвою Річкове Перехрестя, у якому досі живе дехто з його древніх мешканців. Ці люди впізнають у Роланді втілення давнини, часів, коли світ ще не зрушив з місця, і з почестями приймають стрільця та його супутників. Старі розповідають їм про монорейковий поїзд, який, можливо, досі курсує між Ладом і спустошеною землею, вздовж Шляху Променя, прямуючи до Темної Вежі.
Під час переходу через напівзотлілий міст, який поєднує два береги річки Сенд, Джей і Юк мало не падають у воду. Цей випадок відвертає увагу Роланда, Едді й Сюзанни, а тим часом до них вискакує розбійник на ім'я Гешер — він вкрай небезпечний, хоч і перебуває на порозі смерті. Викравши Джейка, він тягне його до підземної криївки Сивих, де засів останній їхній лідер, Цок-Цок, чиє справжнє ім'я — Ендрю Спритний; він правнук чоловіка, що загинув, намагаючись посадити літак з іншого світу.
Роланд вирушає на пошуки Джейка, взявши собі за проводиря Юка, а Едді з Сюзанною тим часом знаходять Колиску Лада, де прокидається Блейн Моно. Блейн — останнє наземне знаряддя величезної комп'ютерної системи, що стоїть у підземеллях Лада, і в його житті залишився один-єдиний інтерес:загадки. Блейн обіцяє відвезти мандрівників до останньої зупинки поїзда, якщо вони будуть спроможні розгадати його загадку.
Роланд рятує Джейка, водночас припускаючись помилки: він хибно вважає, що Цок-Цок мертвий. Але це не так. Напівсліпого, з жахливою раною на обличчі, його рятує чоловік, який називається Річардом Фанніном. Втім, Фаннін каже, що в нього є ще одне ім'я — Вічний Чужинець. Демон, про якого попереджав Роланда Волтер.
У Колисці Лада Роланд із Джейком возз'єднуються з Едді та Сюзанною, і жінка (з невеликою допомогю «тієї сучки» Детти Волкер) розгадує Блейнову загадку. Вони потрапляють у поїзд. Проте Блейн планує зійти з рейок на кінцевому пункті, забравши їх з собою.
У них є один шанс вижити: це Блейнова любов до загадок.